# Commune (Madagascar)
Pour les articles homonymes, voir Commune (homonymie).
La commune (en malgache : Kaominina) est la collectivité territoriale de base de Madagascar. Elle est mise en place au début de la Troisième République par la constitution promulguée le 18 septembre 1992.
Le nombre, la délimitation, la dénomination et les chefs-lieux des différentes collectivités territoriales décentralisées dont les communes sont définis par la loi 94-001 du 26 avril 1995. Les organes qui composent cet échelon sont le Conseil municipal pour les communes urbaines ou le Conseil communal pour les communes rurales, ainsi qu'un Bureau exécutif.
En 2015 il est dénombré 1 693 communes classées selon qu'elles soient urbaines ou rurales,.

## Historique

### Élections municipales
| Habitants         | Conseillers      |
| Communes rurales  | Communes rurales |
| ----------------- | ---------------- |
| Moins de 10 000   | 5                |
| 10 001 à 20 000   | 7                |
| Communes urbaines |                  |
| 20 001 à 50 000   | 9                |
| 50 001 à 80 000   | 11               |
| 80 001 à 120 000  | 13               |
| 120 001 à 250 000 | 15               |
| Plus de 250 000   | 19               |

Madagascar est divisée en 1 693 communes dotées chacune d’un conseil municipal ou communal élus pour quatre ans au scrutin proportionnel plurinominal avec listes fermées, selon la méthode du plus fort reste. Le candidat en tête de la liste ayant recueilli le plus de voix est élu maire, sans limitation du nombre de mandats. Celui-ci doit être citoyen malgache, être âgé d’au moins 21 ans et inscrit sur la liste électorale.
Le nombre de conseillers municipaux composant le conseil dépend du type de la commune et de son nombre d’habitants – cf. tableau ci-contre.
Enfin la capitale Antananarivo dispose d’un statut spécial en raison du nombre élevé d’habitants, ses 6 arrondissements totalisant environ 1 620 000 personnes en 2015. La ville dispose par conséquent d’un conseiller pour 30 000 habitants, soit 54 conseillers en 2015. De plus, les citoyens en élisent directement le maire au scrutin uninominal majoritaire à un tour lors d’un vote organisé en parallèle des municipales.
Les dernières élections municipales ont eu lieu le 31 juillet 2015.